# Tabajd
Tabajd é um município da Hungria, situado no condado de Fejér. Tem 26,57 km² de área e sua população em 2015 foi estimada em 924 habitantes.